# 邪道漫畫
邪道漫畫是少年漫畫的一種類型，相對的是熱血勵志的王道漫畫。

## 分類原則
- 指的是與王道戰鬥漫畫相對的作品。題材多以黑暗、人性醜惡、推理為主。
- 因此，邪道作品會受著社會、政治、文化等因素而限制動畫化播放。
- 較無勵志正向之元素。
- 特點：諷刺、複雜、深層次，觀眾心理年齡層較高。